# Lassana Diarra (calciatore 1989)
Lassana Diarra (Sikasso, 29 dicembre 1989) è un ex calciatore maliano, di ruolo attaccante.